# Roberto Sosa (futebolista uruguaio)
Roberto Eduardo Sosa (14 de junho de 1935 - 27 de Junho de 2008) é um ex-jogador de futebol uruguaio que atuava como goleiro. 

## Carreira
Disputou duas Copas do Mundo, a primeira no Chile em 1962, a segunda na Inglaterra, em 1966. Durante os anos de 1956 até 1967 defendeu o Nacional, do Uruguai, encerrando a carreira em 1968 no Universidad de Chile.